# Simeon Toribio
Simeon Galvez Toribio (Loboc, 3 september 1905 – 5 juni 1969) was een Filipijnse atleet. Zijn grootste prestatie was de verovering van de bronzen medaille bij het hoogspringen op de Olympische Spelen van Los Angeles in 1932 met een sprong van 1,97 m, eenzelfde hoogte als die van de gouden- en zilverenmedaillewinnaars. Hij kwam vanaf 1928 op drie opeenvolgende Spelen uit.

## Biografie
Toribio werd geboren op 3 september 1905 in Loboc in de Filipijnse provincie Bohol. Zijn ouders waren Luis E. Toribio en Epifania Galvez. Zij waren voor de geboorte van Simeon vanuit het zuidelijke Zamboanga naar Bohol verhuisd na een verloren protest tegen de uitslag van een lokale verkiezing waar zijn vader aan meedeed. Toribio groeide op in Carmen, waar hij in zijn jeugd de carabaos hoedde. Na het voltooien van zijn middelbareschoolopleiding in 1926 behaalde hij een Associate degree in 1929 en een bachelor of Science-diploma in 1930 aan de Silliman University. Aansluitend studeerde hij civiele techniek in de Verenigde Staten, waar hij in 1933 zijn bachelor of science-diploma behaalde aan de University of Southern California. Terug in de Filipijnen was hij van 1933 tot 1934 werkzaam voor het Bureau of Public Works, werkte hij van 1934 tot 1941 overdag als ingenieur voor de Philippine Amateur Athletic Federation aan het Rizal Stadium en van 1935 tot 1941 's avonds als hoogleraar aan het Mapua Institute of Technology.
Toribio vierde naast zijn studie en werk grote successen als atleet. In 1926 won hij de Filipijnse titel hoogspringen met een nieuw nationaal record. De jaren erna won hij gouden medailles bij het onderdeel hoogspringen op de Verre Oosten kampioenschappen in 1927, 1930 en 1934. Met zijn drie gouden medailles op rij leverde hij een unieke prestatie. In 1928 werd hij nipt vierde op de Olympische Spelen van Amsterdam. Vier jaar later won hij op de Olympische Spelen van 1932 de bronzen medaille na een vier uur durende strijd tussen hem, twee Amerikanen en een Canadees. Naar aanleiding van de langdurige eliminatieprocedure, werden de regels voor het onderdeel hoogspringen nadien gewijzigd. Hij nam ook nog deel aan de Olympische Spelen van Berlijn en eindigde daar als twaalfde. 
Vier jaar later werd hij benoemd tot het hoofd van de Filipijnse delegatie voor de Olympische Spelen in Tokio. Deze werden vanwege de Tweede Wereldoorlog echter afgelast. Toribio kreeg diverse onderscheidingen toegekend. Zo won hij de eretitel "Filipijns atleet van de halve eeuw" en "Azië's beste atleet". In 1930 kreeg Toribio de Helms World Trophy uitgereikt als beste atleet van Azië en in 1931 was hij de "meest populaire atleet van de Filipijnen". 
Na zijn sportcarrière vestigde hij zich in de provincie Bohol en werd hij in 1941 gekozen tot afgevaardigde. Na de bezetting van de Filipijnen door de Japanners in 1942 was hij actief in het ondergrondse verzet. Na de oorlog was hij van 1946 tot 1953 lid van het Filipijns Huis van Afgevaardigden namens het tweede kiesdistrict van Bohol. In deze periode onderscheidde hij zich onder andere als voorzitter van de commissie voor Openbare Werken en werd hij gekozen tot een van de "Most Outstanding Congressmen". Daarnaast was hij vanaf 1947 tot 1954 en in 1958 lid van het uitvoerend comité van de Philippine Amateur Athlectic Federation (PAAF). In 1955, 1956, 1957 en 1959 was hij bovendien vicepresident van de PAAF. 
Toribio overleed in 1969 op 63-jarige leeftijd aan de gevolgen van een hartaanval. Hij was getrouwd met Maximiana Escobar.

## Titels
- Verre-Oosten kampioen hoogspringen - 1927, 1930, 1934

## Persoonlijk record
| Onderdeel    | Prestatie | Jaar |
| ------------ | --------- | ---- |
| hoogspringen | 2,00 m    | 1930 |

## Palmares

### hoogspringen
- 1927:  Verre-Oosten kamp. - 1,93 m
- 1928: 4e OS - 1,91 m
- 1930:  Verre-Oosten kamp. - 2,00 m
- 1932:  OS - 1,97 m
- 1934:  Verre-Oosten kamp. - 1,93 m
- 1936: 12e OS - 1,85 m

## Onderscheidingen
- Azië's beste atleet (Helms World Trophy) - 1930
- Filipijns atleet van de halve eeuw